# Zanesovići
Zanesovići es un pueblo de la municipalidad de Bugojno, en el cantón de Bosnia Central, Bosnia y Herzegovina.

## Superficie
Posee una superficie de 3,01 kilómetros cuadrados.

## Demografía
Hasta 2013 la población era de 309 habitantes, con una densidad de población de 102,5 habitantes por kilómetro cuadrado.